# Дамат Ібрагім-паша
Дамат Ібрагім-паша (тур. Damat İbrahim Paşa, босн. Damat Ibrahim-Paša Novošehirlija; 1517 — 1601) — османський державний діяч боснійського або хорватського походження, який тричі обіймав посаду великого візира (вперше з 4 квітня по 27 жовтня 1596 року; вдруге з 5 грудня 1596 року по 3 листопада 1597 і втретє — з 6 січня 1599 по 10 липня 1601). Він відомий як підкорювач Надьканіжи.
Він також носив титул дамат («зять»), бо його дружиною була Айше-султан, одна з доньок султана Мурада III.

## Життєпис
Дамат народився в 1517 році біля містечка Нові-Шехер, що розташовується біля міста Маглай. Від Нови-Шехера він отримав своє прізвисько Новошехірлія.
Своєю кар'єрою при османському дворі Ібрагім-паша був зобов'язаний Мехмед-паші Соколовичу. У 1581 році, незабаром після смерті Мехмед-паші, Ібрагім-паша одружився з Айшою, донькою тодішнього правителя Мурада III і був призначений бейлербеєм Єгипту. Після смерті свого покровителя і віддаленості від столиці його вплив при дворі Мурада III ослаб.
У 1585 році Ібрагім-паша придушив повстання друзив у Лівані.

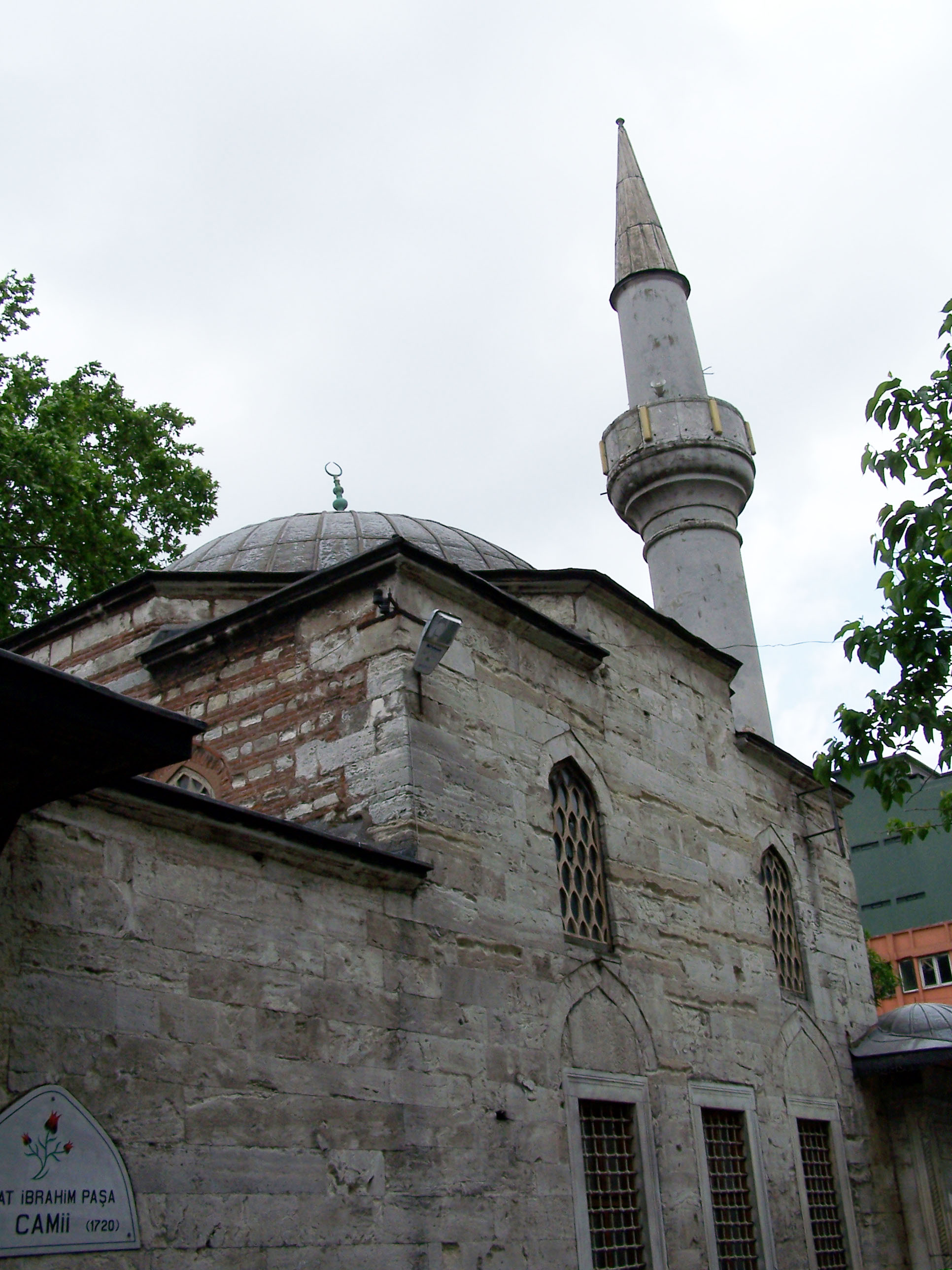
Мечеть Дамата Ібрагім-паші в стамбульському районі Фатіх.

До двору він повернувся за правління Мехмеда III, будучи призначеним вперше великим візиром у 1596 році. У червні того ж року османська армія виступила в похід проти Габсбургів. Метою війни було захоплення фортеці Егер, розташованій на північному сході від Будапешта, між Австрією та Трансільванією. Кампанія закінчилася успішно, а Ібрагім-паша отримав від султана титул «підкорювача Егера». Султан, який всупереч традиції своїх останніх попередників очолював османську армію, після Керестецької битви залишив командування Ібрагім-паші, а сам повернувся до Стамбула. Ібрагім-паша ж і сам неохоче прийняв на себе цю роль. Він не був прихильником активних бойових дій проти австрійців, що двічі приводила його до відставки з поста великого візира в 1596 і 1597 роках.
Ібрагім-паша знову був призначений великим візиром у 1599 році за умови, що він почне військову кампанію проти Австрії. Він почав свою кампанію, зображаючи загрозу Відню, а насправді направився до Естергома (завойованого Сулейманом Пишним у 1543 році і втраченого османами у 1595 році), але взяти місто не вдалося і зиму війська Ібрагім-паші провели в Белграді. Потім він продовжив військову кампанію проти Габсбургів у південному напрямку, осадивши замок Каніжа. Турецькі раби в замку підірвали порохові погреби, чим дуже сильно пошкодили його стіни. Але фортеця не впала, а на допомогу обложеним підійшла 20-тисячна армія солдатів під командуванням Філіпа Емануеля де Меркера. Османська армія перемогла обидві армії і замок здався. Тірьяки Хасан-паша був призначений бейлербеєм знову завойованого міста.
Надьканіжа стала центром початку нових османських атак у Центральній Європі. У вересні 1601 року спроба великої австрійської армії повернути замок була відбита намісником Тірьяки Хасан-пашою. Дамат Ібрагім-паша помер того ж року. Естергом був знову зайнятий Османською імперією в 1605 році.

## Галерея

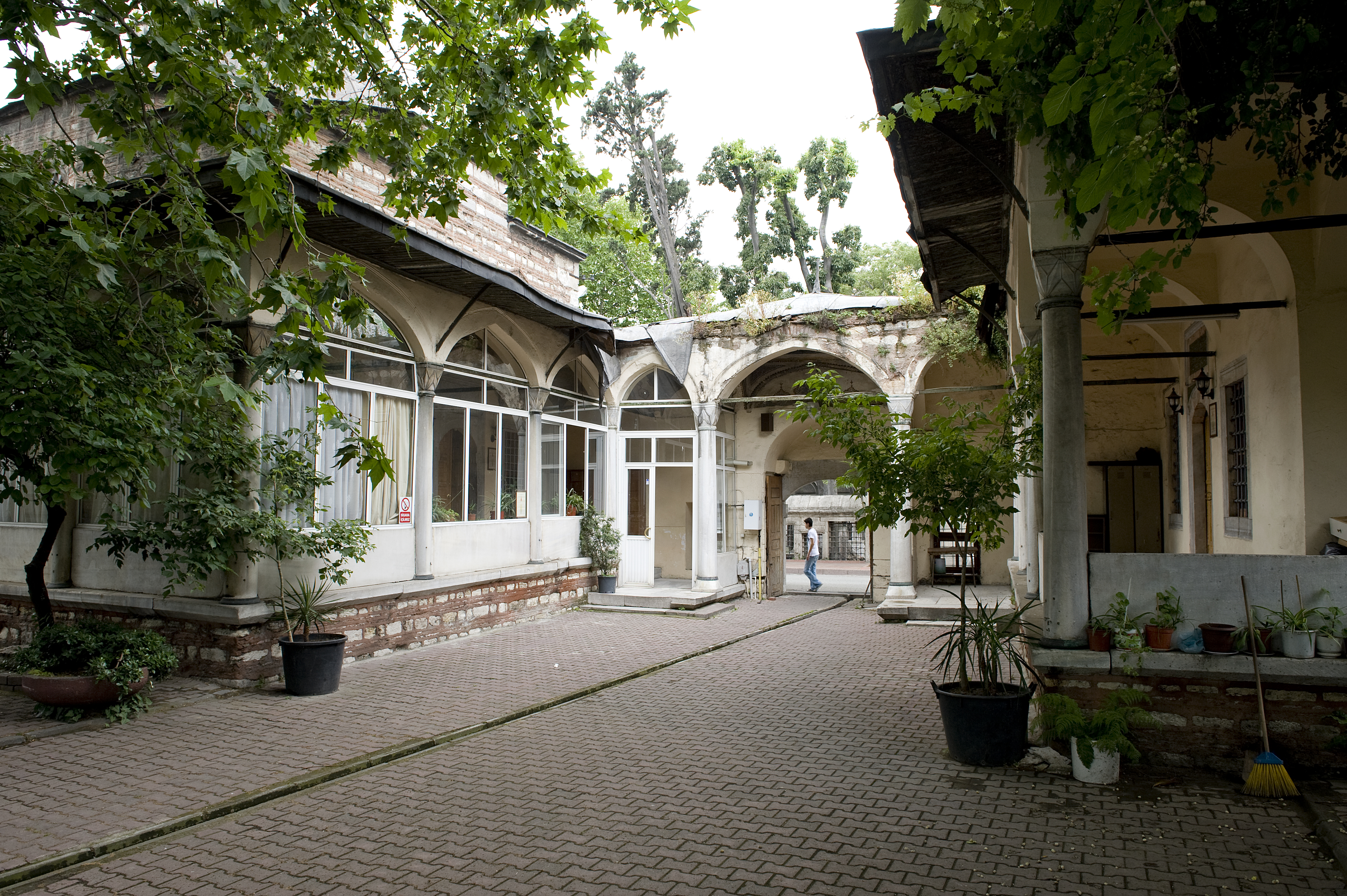
Вхід до мечеті Дамат Ібрагім-паша
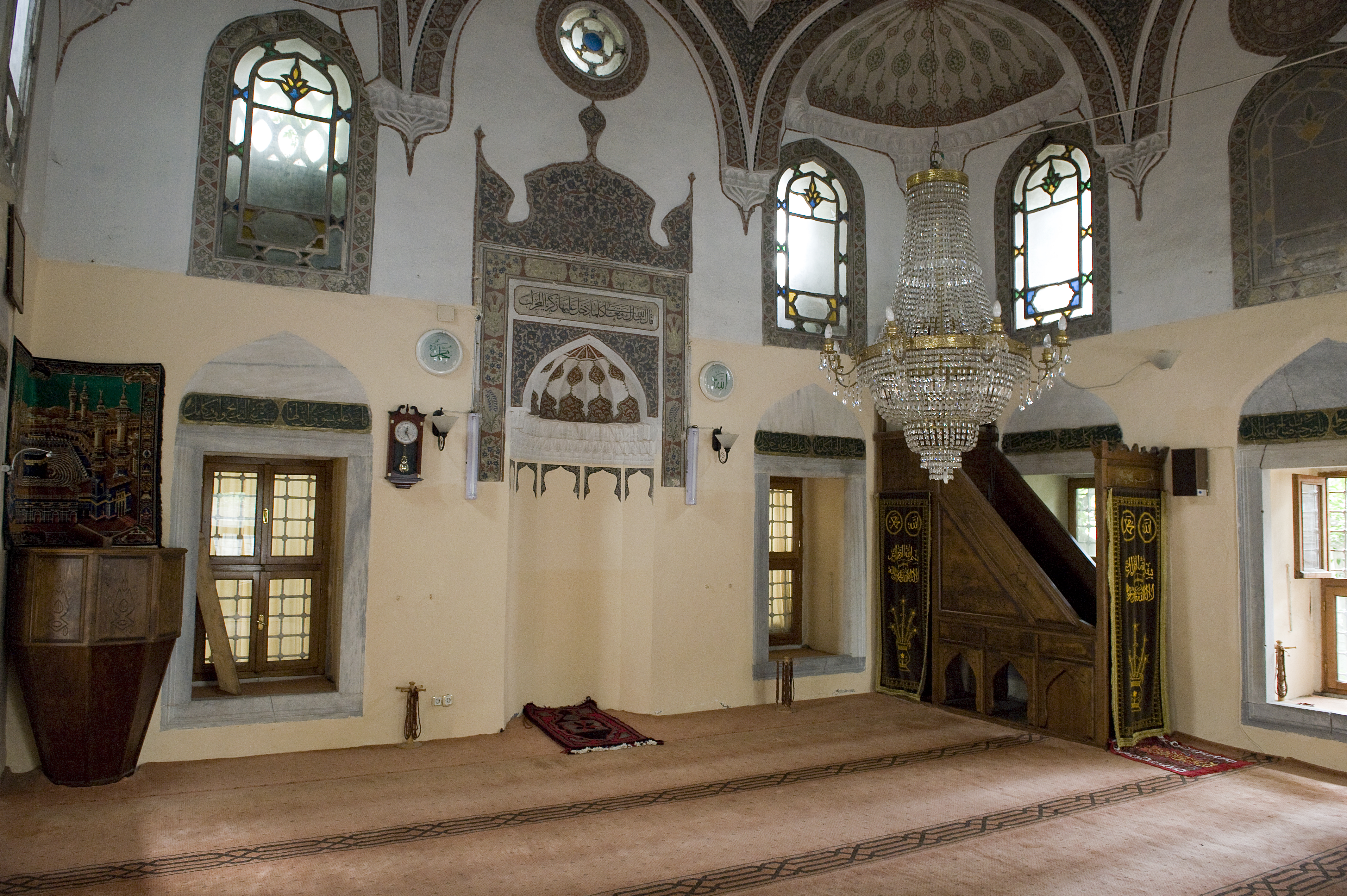
Інтер'єр мечеті Дамат Ібрагім-паша
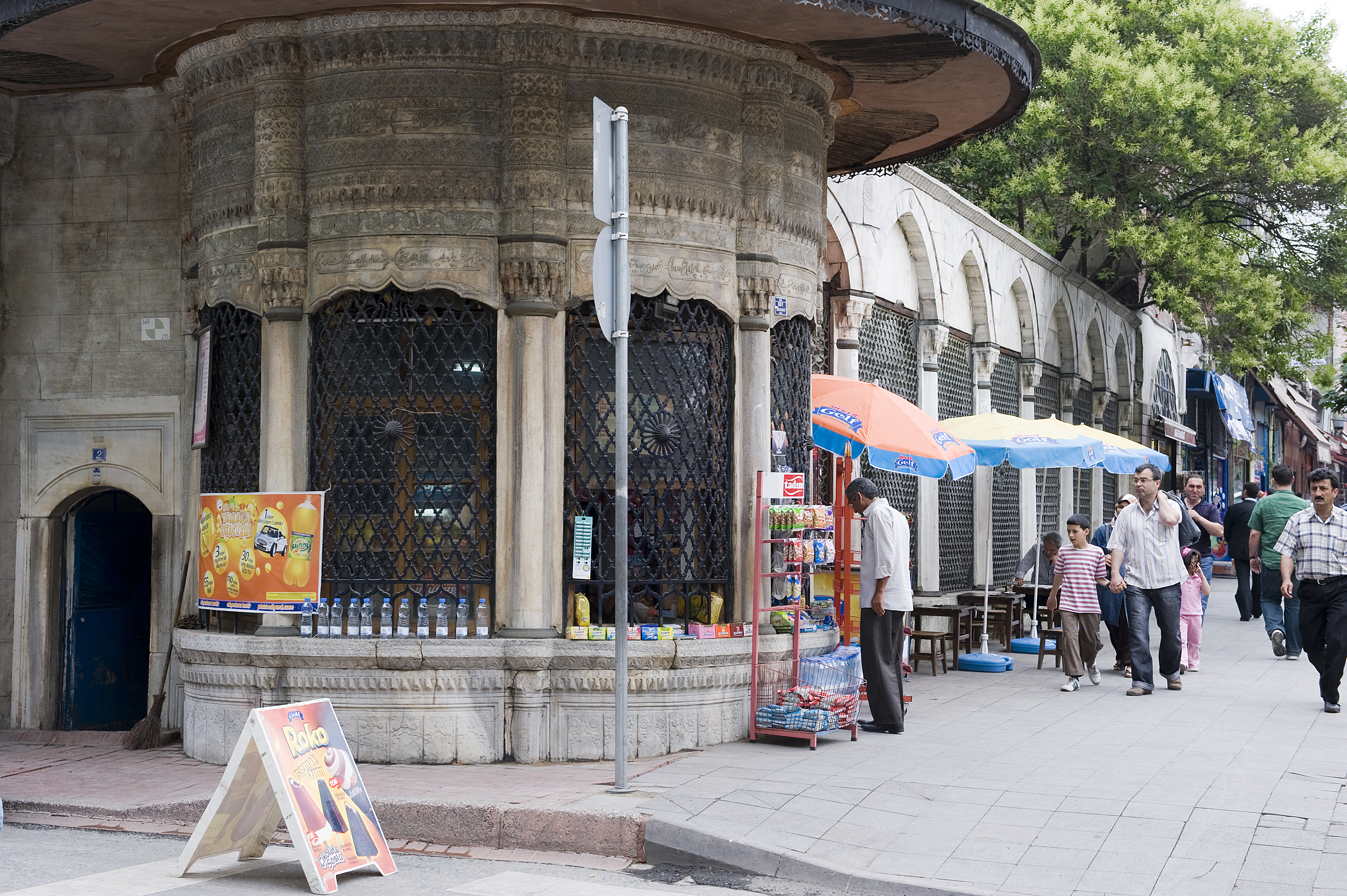
Загальний вигляд мечеті Дамат Ібрагім-паша